# ماركو هافيستو
ماركو هافيستو (بالفنلندية Marko Haavisto) (لابينجارفي، 22 مارس 1970) فنان وممثل فنلندي له العديد من الألبومات وشارك في فيلمين للمخرج الفنلندي أكي كاوريسمكي.

## من ألبوماته
| الاسم         | الاسم الأصلي   | التاريخ |
| ------------- | -------------- | ------- |
| القلب لا يهدأ | Rauhaton sydän | 1989    |
| هنا و الآن    | Tässä ja nyt   | 2006    |

## أفلامه
| الاسم             | الاسم الأصلي             | التاريخ |
| ----------------- | ------------------------ | ------- |
| كلاب ليس لها جحيم | Dogs Have No Hell        | 2002    |
| رجل دون ماضي      | Mies vailla menneisyyttä | 2002    |

## روابط خارجية
- ماركو هافيستو على موقع IMDb (الإنجليزية)
- ماركو هافيستو على موقع ألو سيني (الفرنسية)
- ماركو هافيستو على موقع ميوزك برينز (الإنجليزية)
- ماركو هافيستو على موقع أول موفي (الإنجليزية)
- ماركو هافيستو على موقع قاعدة بيانات الأفلام السويدية (السويدية)
- ماركو هافيستو على موقع ديسكوغز (الإنجليزية)
- ماركو هافيستو على موقع قاعدة بيانات الفيلم (الإنجليزية)
- ماركو هافيستو على موقع كينوبويسك (الروسية)

- الموقع الرسمي لماركو هافيستو